# Vierte Festlandbrücke von Lagos

Lage der Brücke in Lagos, als Vergleich das Bundesland Berlin

Die Vierte Festlandbrücke ist ein 2,5 Mrd. USD teures Projekt zur Verminderung der chronischen Verkehrsstaus in Nigerias Millionenmetropole Lagos.
Die „4th mainland bridge“ wird den Vorort Ikorodu mit dem Stadtteil Lekki verbinden. Dadurch wird erstmalig eine ringförmige Struktur von Hauptstraßen erreicht und soll der Stadtkern entlastet werden. Bei Fertigstellung wird die Brücke die längste Brücke Afrikas sein.
2008 wurde das Brückenkonzept von der Regierung des Bundesstaates Lagos genehmigt, fünf Jahre nachdem die Idee erstmals vorgeschlagen worden war. Die Brücke wurde als 38 km lange Brücke und Schnellstraße mit einer Entwurfsgeschwindigkeit von 140 km konzipiert. Nach Angaben der Regierung des Bundesstaates ist die Brücke als zweistöckige Brücke konzipiert. Die obere Ebene wird für den Fahrzeugverkehr genutzt. Die untere Ebene wird den Fußgänger-, Sozial-, Handels- und Kulturverkehr anregen und beherbergen. Die Regierung fügte hinzu, dass die Brücke aus acht Anschlussstellen bestehen wird, um eine effektive Verbindung zwischen den verschiedenen Teilen des Staates zu ermöglichen. Die vorgeschlagene Trasse führt durch die Städte Lekki, Langbasa und Baiyeiku entlang der Uferlinie der Lagunenmündungen, weiter durch das Igbogbo River Basin und über die Lagunenmündungen bis zum Itamaga-Gebiet in Ikorodu. Anschließend überquert sie die Itoikin Road und die Ikorodu - Sagamu Road, um an der Ojodu Berger-Achse die Isawo in Richtung Lagos Ibadan Expressway anzuschließen. Außerdem wird die Brücke nach Angaben der Regierung eine vierspurige zweispurige Autobahn mit jeweils drei Fahrspuren und zwei Metern Seitenstreifen auf jeder Seite sein.
Laut einer Neujahrsansprache von Lagos State Governeur Sanwo-Olu am 3. Januar 2022 soll mit dem Bau „noch in diesem Jahr“ begonnen werden.
Am 29. Dezember 2022 verkündete die Regierung des Bundesstaates über das Amt für öffentlich-private Partnerschaften, dass das Konsortium CCECC-CRCCIG der bevorzugte Bieter für den Bau der Brücke ist. Nach Angaben der Regierung des Bundesstaates Lagos soll das Projekt der Fourth Mainland Bridge in vier Jahren abgeschlossen sein. Die Brücke wird nach ihrer Fertigstellung die zweitlängste in Afrika sein und über drei Mautstellen, neun Anschlussstellen, eine 4,5 km lange Lagunenbrücke und eine umweltfreundliche Umgebung verfügen. Die Regierung des Bundesstaates Lagos hatte die über 48 Landgüter, traditionellen Herrscher und andere, die von der Brücke betroffen sein werden, mitgenommen.
Die Brücke soll auf einer Länge von 37 Kilometern von Abraham Adesanya in Ajah auf dem Eti-Osa-Lekki-Epe-Korridor über Owutu/Isawo in Ikorodu nach Nordwesten zum Lagunenufer des Lagos-Ibadan Expressway führen.